# 北海道道567号上芦别停车场野花南湖线
北海道道567号上芦别停车场野花南湖线（北海道道567号上芦別停車場野花南湖線）是一条位于北海道芦别市的普通道级道路（北海道道）。

## 道路概况
- 起点：北海道芦別市上芦別町（JR北海道 上芦别站）
- 終点：北海道芦別市野花南町（上芦別公園）
- 总距离：1.3千米

## 经过的自治体
- 空知综合振兴局
  - 芦别市

## 主要连接道路
- 北海道道365号上芦别停车场线（起点）

## 历史
- 1967年（昭和42年）3月31日 - 路線勘定（北海道告示第525号）